# Manfred Baum
Manfred Baum (Colonia, 15 aprile 1939) è un filosofo tedesco.
È stato il secondo presidente della Kant-Gesellschaft. Nel 1993 è stato nominato professore di filosofia all'Università di Wuppertal, dove insegna tuttora dopo il pensionamento.
Le sue ricerche si focalizzano sulla filosofia di Immanuel Kant. Tuttavia, anche la filosofia antica, l'Illuminismo, l'Idealismo tedesco e la teoria marxista sono state spesso oggetto delle sue pubblicazioni e attività di insegnamento.

## Biografia
Baum ha studiato inglese, tedesco, educazione e filosofia a Colonia e Monaco dal 1958 al 1970. Ha conseguito il dottorato nel 1970 con una tesi su Die transzendentale Deduktion in Kants Kritiken. Interpretationen zur kritischen Philosophie realizzata sotto la supervisione di Karl-Heinz Volkmann-Schluck e Ludwig Landgrebe.
Dopo aver lavorato presso l'Archivio Hegel dell'Università della Ruhr di Bochum, ha conseguito l'abilitazione all'insegnamento universitario all'Università di Siegen nel 1981 con uno studio intitolato Die Entstehung der Hegelschen Dialektik ("L'origine della dialettica di Hegel")
Dal 1996 è condirettore della rivista Kant-Studien.

## Pubblicazioni (selezione)

### Libri
- Die transzendentale Deduktion in Kants Kritiken: Interpretationen zur kritischen Philosophie. Hochschulschrift, Dissertation, Universität zu Köln 1975.
- Deduktion und Beweis in Kants Transzendentalphilosophie. Untersuchungen zur 'Kritik der reinen Vernunft. Königstein/Ts: Hain bei Athenäum 1986.
- Die Entstehung der Hegelschen Dialektik. Bonn: Bouvier 1986.
- Kleine Schriften 1. Arbeiten zur theoretischen Philosophie Kants, hrsg. von Marion Heinz, Berlin: De Gruyter 2019.
- Kleine Schriften 2. Arbeiten zu Kants praktischer Philosophie, hrsg. von Dieter Hüning, Berlin: de Gruyter 2020.

### Articoli e saggi
- Hölderlins Pindar Fragment 'Das Höchste'. In: Hölderlin Jahrbuch, 13(1963/64).
- Zur Vorgeschichte des Hegelschen Unendlichkeitsbegriffs. In: Hegel-Studien, 11 (1976). 89-124.
- mit Kurt Meist: Durch Philosophie leben lernen. Hegels Konzeption der Philosophie nach den neu aufgefundenen Jenaer Manuskripten. In: Hegel-Studien, 12 (1977). 43-81.
- Gemeinwohl und allgemeiner Wille in Hegels Rechtsphilosophie. In: Archiv für Geschichte der Philosophie. 60 (1978). 175-198.
- Transcendental Proofs in the 'Critique of Pure Reason. In: Transcendental Arguments and Science. Ed. by P. Bieri, R.-P. Horstmann and L. Krüger. Dordrecht 1978. 3-26.
- Wahrheit bei Kant und Hegel. In: Dieter Henrich (Hrsg.): Kant oder Hegel? Über Formen der Begründung in der Philosophie. Stuttgart 1983. 230-249.
- Erkennen und Machen in der „Kritik der reinen Vernunft“. In: Burkhard Tuschling (Hrsg.): Probleme der 'Kritik der reinen Vernunft'. Berlin/New York 1984. 161-177.
- Hegels Kritik an Kants Moralprinzip. In: Hegel-Jahrbuch 1987. Bochum 1987. 235-244.
- Kant on Cosmological Apperception. In: International Philosophical Quarterly. 29 (1989). 281-289.
- Der Aufbau der Deduktion der Kategorien. In: Proceedings: Sixth International Kant Congress. The Pennsylvania State University, 1985, ed. G. Funke & Th. M. Seebohm, Copyright 1989. The Center for Advanced Research in Phenomenology, Inc. and co-published with the University Press of America, Inc., Washington, D.C., USA. 143-156.
- Kants Prinzip der Zweckmäßigkeit und Hegels Realisierung des Begriffs. In: Hegel und die "Kritik der Urteilskraft". Hrsg. v. Hans-Friedrich Fulda und Rolf-Peter Horstmann. Stuttgart 1990. 158-173.
- Kosmologie und Dialektik bei Platon und Hegel. In: Hegel und die antike Dialektik. Hrsg. v. Manfred Riedel. Frankfurt/M. 1990. 192-207.
- Subjektivität, Allgemeingültigkeit und Apriorität des Geschmacksurteils bei Kant. In: Deutsche Zeitschrift für Philosophie. 39 (1991). 272-284.
- Dinge an sich und Raum bei Kant. In: Akten des Siebenten Internationalen Kant-Kongresses. Kurfürstliches Schloss zu Mainz, 1990. Hrsg. v. G. Funke. Bonn 1991. 63-72.
- Metaphysischer Monismus bei Hölderlin und Hegel. In: Hegel-Studien. 28 (1993). 81-102.
- Kant über mathematische Naturerkenntnis. In: Hans Jörg Sandkühler (Hrsg.): Interaktionen zwischen Philosophie und den empirischen Wissenschaften. Philosophie- und Wissenschaftsgeschichte zwischen Francis Bacon und Ernst Cassirer. Frankfurt am Main 1995. 95-104.
- Kants Raumargumente und die Begründung des transzendentalen Idealismus. In: Kant. Analysen – Probleme – Kritik. Bd. II. Hrsg. v. H. Oberer. Würzburg 1996. 41-63.
- Die Anfänge der Schellingschen Naturphilosophie. In: Schelling. Zwischen Fichte und Hegel. Hrsg. v. Christoph Asmuth, Alfred Denker und Michael Vater. Amsterdam/Philadelphia 2000. 95-112.
- Logisches und personales Ich bei Kant. In: Probleme der Subjektivität in Geschichte und Gegenwart. Hrsg. v. Dietmar H. Heidemann. Stuttgart-Bad Cannstatt 2002. 107-123.
- Zum Verhältnis von Logik und Metaphysik bei Leibniz. In: Societas rationis. Festschrift für Burkhard Tuschling zum 65. Geburtstag. Hrsg. v. D. Hüning, G. Stiening u. U. Vogel. Berlin 2002. 11-27.
- Freiheit bei Marx. In: Z – Zeitschrift für marxistische Erneuerung, 14. Jahrgang, Heft 55 (September 2003). 67-79.
- Platon und die kritische Philosophie. In: Rainer Adolphi / Jörg Jantzen (Hrsg.), Das antike Denken in der Philosophie Schellings. Stuttgart-Bad Cannstatt 2003. 579-600.
- Die Möglichkeit der Erfahrung und die analytische Methode bei Reinhold. In: Martin Bondeli und Alessandro Lazzari (Hg.): Philosophie ohne Beynamen. System, Freiheit und Geschichte im Denken Carl Leonhard Reinholds. Basel 2004. 104-118.
- Sittlichkeit und Freiheit in Kants ‚Grundlegung‘. In: Ethikbegründungen zwischen Universalismus und Relativismus. Hrsg. von Kristina Engelhard und Dietmar H. Heidemann. Berlin, New York 2005. 183-202.
- Hermeneutik bei Nietzsche. In: Kant und Nietzsche im Widerstreit. Im Auftrag der Nietzsche-Gesellschaft hrsg. von Beatrix Himmelmann. Berlin, New York 2005. 16-28.
- Gefühl, Begehren und Wollen in Kants praktischer Philosophie. In: Jahrbuch für Recht und Ethik. Band 14 (2006), 125-139.
- Positive und negative Freiheit bei Kant. In: Jahrbuch für Recht und Ethik. Band 16 (2008), 43-56.

### Edizioni critiche
- Georg Wilhelm Friedrich Hegel: Gesammelte Werke. In Verbindung mit der Deutschen Forschungsgemeinschaft hrsg. v. der Rheinisch-Westfälischen Akademie der Wissenschaften. Band 5. Schriften und Entwürfe 1799 -1808. Hamburg (Verlag Felix Meiner) 1998.
- Transzendenz und Existenz. Idealistische Grundlagen und moderne Perspektiven des transzendentalen Gedankens. FS Wolfgang Janke. Hrsg. v. M. Baum und K. Hammacher. Amsterdam -Atlanta, GA 2001.